# Follikelatresie
Als Follikelatresie (griechisch άτρητος ‚ohne Öffnung‘, lateinisch Atresia folliculi, englisch follicular atresia) wird der Untergang oder die Rückbildung von Ovarialfollikeln in jedem Stadium, also auch bei Primär- und Sekundärfollikeln, bezeichnet. Die betroffenen Follikel ovulieren nicht, woraus sich der Begriff ableitet. Eine Follikelatresie tritt zu jeder Zeit des Lebens auf, jedoch zu bestimmten Zeitpunkten (fetal, postnatal, Menarche) verstärkt.
Die Rückbildung von Follikeln im Eierstock ist mit einer Reduktion der Zahl der Eizellen, beim Menschen von etwa 1.000.000 zur Geburt auf etwa 400.000 zum Beginn der Geschlechtsreife (Menarche), verbunden und ein völlig normaler Vorgang. Von diesen 400.000 Primordialfollikeln entwickeln sich maximal 300 bis 450 bis zur Befruchtungsfähigkeit weiter. Die Atresie von Primordial-, Primär- und Sekundärfollikeln erfolgt ohne mikroskopisch sichtbare Reststrukturen. Bei der Atresie eines Tertiärfollikels wird die Basalmembran zwischen Follikelepithel und Theca folliculi, einer den Follikel umgebenden Hülle, stark verdickt und ist als gefaltetes Band im Corpus atreticum, einer bindegewebigen Narbe des Follikels, noch lange nachweisbar.
Die Follikelatresie ist bei allen Säugetieren bekannt.
Eine verstärkte Neigung zur Follikelatresie besteht beim PCO-Syndrom durch erhöhte LH-Spiegel. Durch Absterben der Granulosazellen kommt es zu einer Verminderung der Aromataseaktivität, so dass weniger Androgene in Östrogene umgewandelt werden können, was wiederum die Problematik der Hyperandrogenämie, also einer krankhaften Erhöhung der männlichen Hormone, beim PCO-Syndrom verstärkt.